# Avesta (Suedia)
Avesta este un oraș în Suedia.

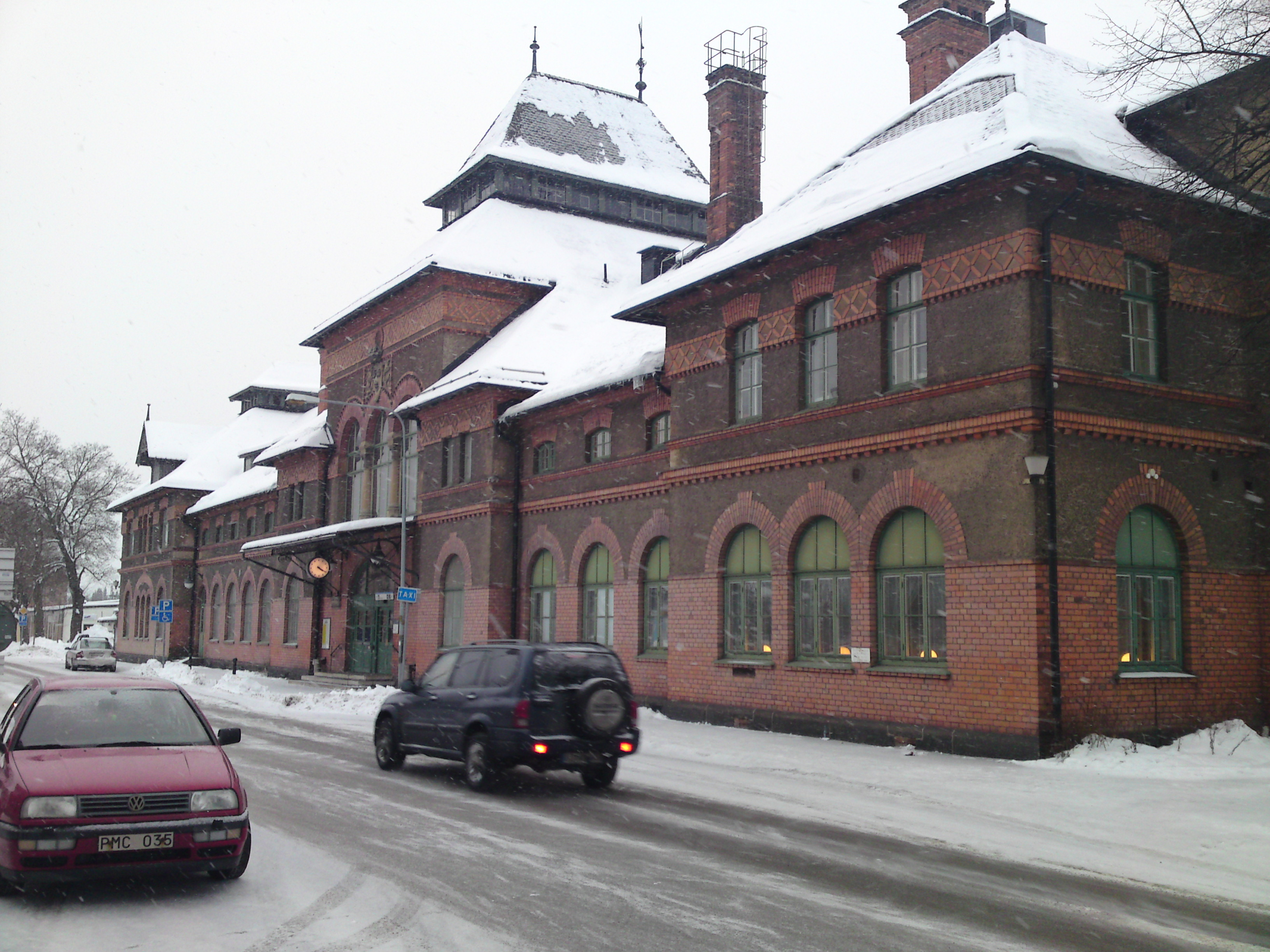
Gara

Se află la o altitudine de 89 m deasupra nivelului mării. Are o suprafață de 1.500 ha. Populația este de 16.278 locuitori, determinată în 31 decembrie 2020.

## Demografie
| \| Evoluția demografică a zonei urbane Avesta, 1970–2015 \| Evoluția demografică a zonei urbane Avesta, 1970–2015 \| Evoluția demografică a zonei urbane Avesta, 1970–2015 \| Evoluția demografică a zonei urbane Avesta, 1970–2015 \| Evoluția demografică a zonei urbane Avesta, 1970–2015 \| \| --------------------------------------------------------------------------------------- \| ----------------------------------------------------- \| ----------------------------------------------------- \| ----------------------------------------------------- \| ----------------------------------------------------- \| \| An \| \| \| Locuitori \| \| \| 1970 \| 1970 \| \| 19.915 \| 19.915 \| \| 1975 \| 1975 \| \| 19.095 \| 19.095 \| \| 1980 \| 1980 \| \| 18.323 \| 18.323 \| \| 1990 \| 1990 \| \| 16.861 \| 16.861 \| \| 1995 \| 1995 \| \| 16.071 \| 16.071 \| \| 2000 \| 2000 \| \| 14.847 \| 14.847 \| \| 2005 \| 2005 \| \| 14.741 \| 14.741 \| \| 2010 \| 2010 \| \| 14.506 \| 14.506 \| \| 2015 \| 2015 \| \| 11.949 \| 11.949 \| \| Sursa: SCB - Statistika Centralbyrån, Folkmängden per tätort. Vart femte år 1960 - 2016 \| \| \| \| \| |      |  |           |        |
| Evoluția demografică a zonei urbane Avesta, 1970–2015 |      |  |           |        |
| An |      |  | Locuitori |        |
| 1970 | 1970 |  | 19.915    | 19.915 |
| 1975 | 1975 |  | 19.095    | 19.095 |
| 1980 | 1980 |  | 18.323    | 18.323 |
| 1990 | 1990 |  | 16.861    | 16.861 |
| 1995 | 1995 |  | 16.071    | 16.071 |
| 2000 | 2000 |  | 14.847    | 14.847 |
| 2005 | 2005 |  | 14.741    | 14.741 |
| 2010 | 2010 |  | 14.506    | 14.506 |
| 2015 | 2015 |  | 11.949    | 11.949 |
| Sursa: SCB - Statistika Centralbyrån, Folkmängden per tätort. Vart femte år 1960 - 2016 |      |  |           |        |